# Rijksweg 3
Der Rijksweg N3 verläuft zwischen Dordrecht und Papendrecht. Die Straße verbindet die Autobahnen A15 und A16 über eine Länge von 9,6 Kilometern. Die Straße ist im gesamten Verlauf vierspurig ausgebaut, hat aber nicht überall getrennte Richtungsfahrbahnen und Standstreifen und erfüllt somit nicht den notwendigen Standard für eine Deklarierung als Autobahn.
Im Straßenverlauf befinden sich zwei Brücken, die Merwede-Brücke und die Wantij-Brücke. Im Nordteil der Strecke zwischen A15 und Wantij-Brücke gilt ein Tempolimit von 80 km/h, im übrigen Verlauf liegt dieses bei 100 km/h. Die N3 dient als Abkürzung zwischen den Autobahnen A15 und A16 sowie als Umleitungsstrecke für Transporte, die den Drechttunnel auf der A16 nicht passieren dürfen.

## Ursprüngliche Planung
Im Rijkswegeplan von 1932 war der Rijksweg 3 als direkte Verbindung zwischen Amsterdam und Rotterdam über Gouda geplant. Der zunächst geplante Streckenverlauf sollte das Groene Hart zwischen Amsterdam und Gouda durchschneiden. Im Rijkswegeplan von 1968 wurde der Streckenverlauf dann in Richtung Dordrecht geändert. Abgesehen vom neu geplanten Teilstück nach Dordrecht wurden die Planungen für den Rijksweg 3 in den 1970er Jahren fallen gelassen. Auf der ursprünglich geplanten Trasse des Rijksweges 3 zwischen Gouda und Rotterdam verläuft heute die A20.
In Amsterdam wie in Amstelveen wurden Vorleistungen für den Bau der A3 geleistet, die inzwischen überbaut worden sind. Die heutige Ausfahrt 4 der A9 (Ouderkerk aan de Amstel) war ursprünglich als Autobahnkreuz mit der A 3 geplant und wirkt dementsprechend überdimensioniert. In den Jahren 2006 und 2007 wurde der südliche Teil der Anschlussstelle erneuert. Die Trassenverläufe wurden den benötigten Gegebenheiten angepasst. Somit bleiben nur die überdimensionierten Brücken und die ausladende Streckenführung im nördlichen Teil der Anschlussstelle als erkennbare Reste dieser Planung übrig.